# LinShare
LinShare est une application de partage de fichiers sécurisé libre et gratuite, développée et distribuée par l’entreprise Linagora selon les méthodes de développement du logiciel libre/open source.
LinShare permet la mise en place d’une plate-forme de partage de fichiers, avec une contrainte forte de sécurité, entre les collaborateurs d’une entreprise mais également avec des correspondants externes.

## Historique
Utilisateur de GNU/Linux depuis 2000, l’Institut national de la santé et de la recherche médicale (INSERM) souhaitait se doter d’une application de partage de fichiers volumineux sécurisé. En 2008, l’institut lança un appel d’offres remporté par Linagora.
Après une année de Recherche & Développement, à la fin de 2009, LinShare sortit en version 0.6 pour l’INSERM et fut publiée en Open Source sous licence libre AGPL v3 cette même année.

## Fonctionnalités
LinShare propose les fonctionnalités suivantes :
- Partage de fichiers entre des collaborateurs abonnés à l’application ;
- Partage de fichiers avec des personnes externes (invitées ou temporaires) ;
- Partage de fichiers en provenance de personnes externes vers des abonnés ;
- Transfert d’un partage reçu vers d’autres personnes ;
- Dépôt, mise à jour et suppression de fichiers, son espace personnel ;
- Mise en place de partage de fichiers vers un ou plusieurs utilisateurs (abonnés et externes) ;
- Création d’invitation de dépôt de fichiers pour des personnes externes ;
- Demande de dépôt faite par une personne externe, auprès d’un utilisateur abonné interne ;
- Un abonné peut créer et supprimer des comptes externes invités ;
- État d’un utilisateur externe (accès, pas d’accès, retrait des fichiers, etc.) ;
- Notification (par courriel) à l’attention des utilisateurs externes pour leur adresser leurs données d’accès (identifiant/mot de passe et adresse web) ;
- Notification (par courriel) à l’attention des abonnés pour indiquer un nouveau partage ;
- Ajout d’un message/note pour la notification à un abonné ;
- Gestion de l’espace d’échanges collaboratif (par threads) ;
- Gestion des listes de diffusion ;
- Traçabilité des échanges (partages, téléchargements, etc.) ;
- Signature électronique (XAdES) à base de certificats numériques clients X.509 ;
- Chiffrement symétrique en AES 256 bits ;
- Nombreux filtres : par type MIME, antivirus ;
- Horodatage des fichiers ;
- Etc.

Basé sur une interface graphique de type web et multi-langues, LinShare a été conçu pour être convivial et simple d’utilisation. Cela signifie que cette application peut être utilisée sans avoir lu le manuel utilisateur au préalable.
La gestion des droits d’accès et la traçabilité des actions au sein de l’application permet d’assurer l’intégrité des données.

## La marque et la licence LinShare

### Marque «LinShare»
La marque « LinShare » a été déposée par Linagora à l’Institut national de la propriété industrielle (INPI) le 6 février 2012.

### Licence LinShare
Basée sur la licence Affero GPL v3, la licence LinShare permet la libre distribution de l’application en conférant les droits les plus étendus possibles à ses utilisateurs et bénéficiaires de cette licence, tout en préservant la paternité de Linagora sur le programme.

## Versions
Toutes les versions de LinShare sont disponibles au téléchargement gratuitement depuis sa forge.
| Couleur | Description                             |
| ------- | --------------------------------------- |
|         | Anciennes versions ; Fin de maintenance |
|         | Anciennes versions maintenues           |
|         | Version actuelle                        |